# Carlos Manuel Valdés Dávila
Carlos Manuel Valdés Dávila (Saltillo, México; 31 de mayo de 1944) es un historiador, investigador, catedrático y académico mexicano. Es especialista en historia de Coahuila y del noreste de México durante la época virreinal, con especial atención en subalternidades: esclavos africanos, indígenas nómadas, tlaxcaltecas y delincuentes. Es catedrático de la Escuela de Ciencias Sociales de la Universidad Autónoma de Coahuila.

## Biografía
Estudió humanidades en el Seminario Diocesano de Saltillo, filosofía en el Seminario Interdiocesano de Montezuma, y teología en la Universidad Católica de Lovaina, Bélgica. Es además licenciado en Ciencias de la Comunicación por la Universidad de París-Nanterre, y doctor en Historia por la Universidad de Perpiñán, Francia. Fundó el Centro de Documentación Regional de la Universidad Autónoma de Coahuila y fue director del Archivo Municipal de Saltillo. Fue también fundador de la Facultad de Ciencias Sociales de la Universidad Autónoma de Coahuila. Es coordinador del programa de rescate y catalogación del Archivo Parroquial de Santiago, en Monclova, donde con alumnos y exalumnos de la Facultad de Ciencias Sociales ha publicado seis catálogos. Es miembro del Comité Editorial de la Facultad de Ciencias Sociales, en el cual se busca apoyar a docentes, alumnos y exalumnos para que publiquen sus investigaciones. Pertenece al Sistema Nacional de Investigadores donde es nivel II.    

## Premios y distinciones
- Presea el Mérito Histórico "Vito Alessio Robles" 2007, por su trayectoria en el estudio y divulgación de la historia regional.
- La Biblioteca "Dr. Carlos Manuel Valdés Dávila" de la Facultad de Ciencias Sociales de la Universidad Autónoma de Coahuila, lleva dicho nombre en su honor.
- En 2003 recibió la Presea Saltillo, entregada por el Cabildo del Ayuntamiento.
- En 1996 recibió el Premio Francisco Javier Clavijero, con mención honorífica, por su libro La gente del mezquite. Los indios nómadas del noreste de México en la Colonia.

## Clases que ha impartido
2008-2023 Universidad Autónoma de Coahuila, Facultad de Ciencias Sociales, Licenciatura en Historia:
·   Semiótica y hermenéutica
·   Escritura de la historia
·   Historia de España siglos XVI a XX
·   Fundamentos para el análisis de fuentes
·   Rebeliones indígenas y campesinas en América Latina
·   Historia de la Iglesia en América Latina
·   Historia del medio ambiente
·   Historia de los grupos subalternos
2019-2023 Universidad Autónoma de Coahuila, Facultad de Ciencias Sociales, Maestría en Historia del Noreste Mexicano y Texas:
·   Historiografía del Noreste Mexicano y Texas
2001-2007 Universidad Autónoma de Coahuila, Escuela de Psicología, Licenciatura en psicología:
·   Psicología existencial
·   Antropología social
·   Psicología criminal
·   Metodología de la investigación cualitativa

## Obras publicadas

### Autor
2023 Aventuras de Pedro de Ordimales. Narradas por Pedro Jasso, campesino del desierto coahuilense, Saltillo, Editorial del Cerdo de Babel.
2022 Los bárbaros, el rey, la Iglesia. Los nómadas del noreste novohispano frente al Estado español, 2.ª. Edición, México, Fondo de Cultura Económica.
2022 La gente del mezquite. Los nómadas del noreste en la colonia, reimpresión, Monterrey, Kooperativa Rayenari-Kitsch del Alma-Meridianos Comunicación.
2021 Ensayos de historias nordestinas, Saltillo, Secretaría de Cultura de Coahuila.
2018 Hermenéutica para estudiantes de Historia, Saltillo, edición de autor.
2017 Los bárbaros, el rey, la iglesia. Los nómadas del noreste novohispano frente al Estado español, Saltillo, UAdeC, 453 págs.
2017 La gente del mezquite. Los nómadas del noreste en la colonia, México, CIESAS e INI, 1995. Segunda edición, Secretaría de cultura del estado de Coahuila.
2002 Sociedad y delincuencia en el Saltillo colonial, Saltillo, AMS, 126 págs. Es el libro publicado en Francia en 1992.
2002 Ataque a la Misión de Nadadores: dos versiones documentales sobre un indio cuechale, Universidad Iberoamericana.
2001 Gerónimo Camargo, indio coahuileño: una crónica de vida y muerte cotidianas del siglo XVIII, Universidad Iberoamericana Laguna.
1998 Fuentes para la historia india de Coahuila, Fundación Histórica Tavera.
1997 Geografía e historia del Estado de Coahuila, texto para tercer año de primaria, México, SEP, 159 págs. Segunda edición corregida, 1998. Tercera edición, 2000. Cuarta edición 2001. Quinta edición, 2003. Sexta reimpresión, 2005. Séptima reimpresión, 2007. Tiraje total: 271,500.
1995 La gente del mezquite. Los indios nómadas del noreste de México en la Colonia, México, CIESAS-INI, 279 págs. Segunda edición corregida y aumentada: Saltillo, Biblioteca Coahuila de Derechos Humanos, 2017, 340 págs., 500 ejemplares.
1995 Aux marges de l’empire: société et délinquance à Saltillo à l’époque coloniale, Perpiñán, Crilaup, 1995, 148 págs.    
1991 San Esteban de la Nueva Tlaxcala: documentos para su historia, Saltillo, Gobierno del Estado de Coahuila.
1989 Esclavos negros en Saltillo: siglos XVII-XIX, Saltillo, Ayuntamiento de Saltillo.

### Coautor
2019 Entre los ríos Nazas y Nadadores: don Dieguillo y otros dirigentes indios frente al estado español, México, Secretaría de Cultura de Coahuila, 2019, 181 págs., con Celso Carrillo Valdez.
2016 Zapalinamé agua montaña memoria, Saltillo, El Cerdo de Babel, con Machely Flores y José Gustavo González.
2015 Sociedades y culturas en el río Nadadores a través del tiempo, Saltillo, Escuela de Ciencias Sociales, 182 págs., con Dulce Aracely Niño y Ernesto Alfonso Terry.
2015 Atlas de los indios de Coahuila, Saltillo, Instituto Municipal de Cultura, 325 págs., con Mónica Amezcua, Rufino Rodríguez y Miguel Reyna.
2013 La ruta del horror. Prisioneros indios del noreste novohispano llevados como esclavos a La Habana, Cuba, México, Plaza y Valdés y UAdeC, 165 págs. Segunda edición corregida y aumentada, 2014, 229 págs., con Hernán Venegas Delgado.
2013 El agua como senda de vida en la historia de Saltillo, México, Grupo Impresores Unidos, con María de Guadalupe Sánchez de la O y Ernesto Alfonso Terry Carrillo.
2013 Historias de protección y depredación de los recursos naturales en el Valle de Saltillo y la Sierra de Zapalinamé, Saltillo, Secretaría del Medio Ambiente, UAdeC y Profauna, 189 págs., 1,116 ejemplares; 2ª edición corregida, 2017, con Ernesto Terry y Alma Alejandra Villarreal.
2002 Ataque a la misión de Nadadores: dos versiones documentales sobre un indio cuechale, Torreón, Universidad Iberoamericana, 76 págs., con Sergio Antonio Corona.
2001 Gerónimo Camargo, indio coahuileño. Una crónica de vida y muerte cotidianas del siglo XVIII, Torreón, Universidad Iberoamericana, 45 págs., con Sergio Antonio Corona.
1999 Lectura de Coahuila, [antología de textos] Saltillo, SEPC, 157 págs., con Rodolfo Gutiérrez y Adolfo Falcón.
1991 San Esteban de la Nueva Tlaxcala. Textos para su historia, Saltillo, Gobierno del Estado, con Ildefonso Dávila, 219 págs. Segunda edición corregida y aumentada: Los tlaxcaltecas en Coahuila, San Luis Potosí, El Colegio de San Luis y Gobierno del Estado de Tlaxcala, 1999, 325 págs.
1989 Esclavos negros en Saltillo en la época colonial, siglos XVII a XIX, Saltillo, Archivo Municipal de Saltillo y UAdeC, 159 págs. Reimpresión en 1991, con Ildefonso Dávila.

### Coordinador
2020 Negros mascogos. Una odisea al nacimiento, Claudia Cristina Martínez García y Carlos Manuel Valdés Coordinadores, María Camila Díaz, Jorge Lechuga, Liliana Perales, Seidi Martínez, Belem Muñiz, Cecilia Cepeda. Universidad Autónoma de Coahuila, Escuela de Ciencias Sociales, Academia Interamericana de Derechos humanos.

### Catálogos
2019 Catálogo del Archivo Parroquial de Santiago, Monclova. Tomo IV: Sección de indios, justicia, misceláneos e informaciones matrimoniales. Cajas 14-17, 20 y 21, México, Universidad Autónoma de Coahuila / Escuela de Ciencias Sociales / Biblioteca Harold R. Pape, 206 págs.
2019 Catálogo del Archivo Parroquial de Santiago, Monclova. Tomo I: Correspondencia. Caja 1, México, Universidad Autónoma de Coahuila / Escuela de Ciencias Sociales, 176 págs.
1999 Fuentes para la historia india de Coahuila, Madrid, Fundación Histórica Tavera y Archivo Municipal de Saltillo, con Ildefonso Dávila, 350 págs.
1998 Catálogo del fondo testamentos, dos tomos, Saltillo, Archivo Municipal de Saltillo, con Ildefonso Dávila, María del Rosario Villarreal y Héctor Carvallo, XVIII + 300 y 228 págs.
1989 Catálogo del Centro de Documentación Regional, Saltillo, UAdeC, con Jesús Ernesto Duque y María del Socorro Nakasima, 159 págs.

### Manuales impresos para el uso de los estudiantes
2018 Hermenéutica para estudiantes de historia, segunda edición corregida y aumentada, Saltillo, Edición de autor, 172 págs.
2017 Fundamentos para el análisis de fuentes, Saltillo, Edición de autor, 129 págs.
2017 Escritura de la historia, Saltillo, Edición de autor, 59 págs.
2017 Hermenéutica para estudiantes de Historia. Apuntes de clase, Saltillo, Edición de autor, 157 págs.
2009 Esbozo de una psicología existencial, Saltillo, Edición de Autor, 202 págs. Segunda edición.
2006 Metodología de la investigación cualitativa, Saltillo, Escuela de  Psicología UadeC, 93 págs.
2006 Bases para una psicología existencial, Saltillo, Universidad Autónoma de Coahuila, 205 págs.

### Artículos, capítulos, reseñas y ensayos
2023 Fernando Olvera Charles, “Sobrevivir o fenecer en el noreste novohispano”. Estrategias de los indígenas ante la colonización y su incidencia en el comportamiento de la resistencia nativa en Nuevo Santander, 1750-1796 (San Luis Potosí: El Colegio de San Luis, Estudios de Historia Novohispana, n. 68, pp. 212-218.
2019 “Los nómadas del noreste novohispano: Culturas impugnadas”, en Istor, año XX, Núm., 77, verano, pp. 65-84.
2019 “Cuerpo, desnudez y sexualidad en el pensamiento español e indígena del noreste colonial”, en Revista Coahuilense de Historia, tomo I, Núm., 117, pp. 11-24.
2019 “The sustainability of mexican traditional beverage sotol: ecological, historical, and technical issues”, en Processing and sustainability of beverages Volume 2: The Science of Beverages, Alexandru Mihai Grumezescu & Alina Maria Holban (Editores), Nueva York, pp. 103-137.
2017 “Perspectiva histórica del aprovechamiento de los recursos naturales del valle de Saltillo, siglos XVI-XX”, en La biodiversidad en Coahuila. Estudio de Estado, CONABIO, Vol. 1, pp. 139-146.
2016 “Los espacios prácticos y simbólicos de los indígenas de Coahuila y los que les impusieron los españoles”, en Dimensiones del espacio, Escuela de Ciencias Sociales, Vol. 1, pp. 9-29.
2015 “Una historia con mancha: La casa del dolor ajeno, de Julián Herbert, en Istor, Año XV, núm. 63, invierno, pp. 180-184.
2014 “Los grupos étnicos de Coahuila”, en Culturas populares de Coahuila, Secretaría de Cultura de Coahuila, Vol. 1.
2014 “El mundo en que nació la Compañía de Jesús y las misiones que propiciaron”, X Seminario de Historia. Los Jesuitas en la América Colonial. Antología, Escuela de Ciencias Sociales, Vol. 1, pp. 220-249.
2014 “Archivos e historia. ¿Descifrar el pasado o fabricar un mito? Un ejemplo”, en Cienciacierta, Vol.10, pp. 32-35.
2014 “La comida de los indígenas en Coahuila”, en Bordeando el Monte, Vol.1, pp. 1-8.
2014 “Sociedades indígenas de Coahuila y su alimentación”, en Bordeando el Monte, Vol.1, pp. 1-8.
2013 “Dos visitas pastorales al Nuevo Reino de León y Nueva Extremadura de Coahuila. Una reconsideración de las misiones franciscanas y el ambiente que las rodeaba en el S. XVII”, en Derecho, política y sociedad en Nueva España a la luz del 3er Concilio Provincial Mexicano (1585), El Colegio de Michoacán y El Colegio de México, vol. 1, pp. 305-333.
2013 “Vicisitudes históricas del espacio que ocupa el Museo de las Aves de México”, en Plumajes al vuelo, varios, Vol. 1.
2013 “Lazos de hermandad: rebeldía india y africana, de Coahuila a Cuba”, en Rumbo a una sociedad de conocimiento, Plaza y Valdez y Universidad Autónoma de Coahuila, vol. 1.
2013 “Cómo utilizaron los habitantes de Saltillo sus recursos naturales”, en Sierra Zapalinamé. Guía para conocer y valorar el área natural protegida sierra de Zapalinamé, Profauna, Elementocero Ediciones, vol. 1.
2012 Dinámica y trasformación de la región chichimeca, El Colegio de Michoacán, UAdeC., con Andrés Fábregas Puig y Mario Alberto Nájera Espinoza.
2012 La ruta del horror. Prisioneros indios del noreste novohispano llevados como esclavos a la Habana, Cuba. (fines del s. XVIII a principios s. XIX), México, Plaza y Valdez, con Hernán M. Venegas Delgado.
2012 “Panorama actual de los estudios históricos sobre la Gran Chichimeca, transversalidad y paisajes culturales”. Seminario permanente de estudio de la Gran Chichimeca, El Colegio de Jalisco, vol. 1.
2011 “El desierto como interpretación y como vivencia. Visiones de militares y religiosos de la región árida del Centro Norte mexicano entre los siglos XVI y XIX”, en Los desiertos en la historia de América, Morelia, Universidad Michoacana y UAdeC, pp. 45- 69.
2011 “Métodos y resultados de tres organizaciones no gubernamentales que se ocupan de personas adictas en Saltillo. El imaginario de asesores y usuarios”, con Ana Gabriela Hernández y Sandra Osorio, México, Plaza y Valdés.
2010 “Las regiones en Latinoamérica. Nuevos talleres internacionales de estudios regionales y locales”, Universidad de Guadalajara, con Hernán M. Venegas Delgado y José de J. Hernández López.
2010 "De cómo don Dieguillo, indio cuechale, vivió dos vidas, la propia y la que le colgaron" ISSN: 0034-8341, Revista de Indias, Madrid, Vol.LXX, Pag.59-76, Revista Arbitrada.
2010 “Esclavos indios del Noreste Mexicano vendidos en las Antillas y Nueva España”, en Las regiones en Latinoamérica. Nuevos talleres internacionales de estudios regionales y locales. Universidad de Guadalajara, Universidad Central Marta Abréu, Universidad de Guadalajara, Vol. II, Págs. 27, Carlos M. Valdés Dávila y Hernán M. Venegas Delgado.
2008 “El uso de los recursos naturales en Saltillo en documentos de archivo entre 1578 y 1920”, Andrés Fábregas Puig y otros, coords., Regiones y esencias. Estudios sobre La Gran Chichimeca, Guadalajara, Universidad de Guadalajara y otros, pp. 107-114.
2007 “El uso de la flora en el noreste mexicano”, con Neyra Patricia Alvarado, Diversidad Cultural y sobrevivencia. La frontera chichimeca, una visión desde el siglo XXI, Guadalajara, Universidad de Guadalajara y otras, pp. 213-220. 
2007 “Astrología y religiosidad. Indios y jesuitas en la misión de Mapimí”, Francisco Migoya, SJ, compilador, Huellas de la Compañía de Jesús en el Noreste de México, México, Buena Prensa, pp. 81-93.
2006 “Umbrales del Noreste mexicano actual”, Isabel Ortega Ridaura, El Noreste: reflexiones, Monterrey, Fondo Editorial de Nuevo León, pp. 21-31.
2004 “L’uomo nell ambiente naturale di Cuatro Ciénegas”, Giovanni Badino
et al, Sotto il deserto. Il misterio delle acque di Cuatro Ciénegas, Módena,
Edizioni Tintoretto, pp. 68-76.
2003 “Poder y disimulo en la historia coahuilense”, Rosa Esther Beltrán, Coahuila: Sociedad, economía, política y cultura, México, UNAM, pp. 19-56.
2003 “Tesoro documental de la Universidad Autónoma de Coahuila”, Alfredo de Stéfano, Patrimonio artístico universitario, Saltillo, UAdeC, pp. 60-111.
2001 “Saltillo de Santiago”, María Elena Santoscoy y Esperanza Dávila, Catedral de Saltillo... por los siglos de los siglos, Saltillo, SEPC y UAdeC, pp. 181-190. 
2001 “Dos usos del archivo: guardián del poder o memoria del pueblo”, ANBAE (Asociación Nacional de Bibliotecas y Archivos), mayo. CDRom.
1991 “Negros y mulatos en el noreste de México”, Review of Latin American Studies, 4, 2, pp. 252-263.
1989 “Los recursos bibliográficos y documentales en Saltillo. Su empleo en un caso concreto de investigación”, XX Jornadas Mexicanas de Biblioteconomía, Asociación Mexicana de Bibliotecarios, pp. 37-46.
1987 “Lorenzo de Milani, la escuela de Barbiana y la educación de clase”, Boletín de investigación y educación, Vol. I, 2, octubre, pp. 33-39.
1987-88 “Los jesuitas paraguayos: Economía, evangelización y lucha de clases”, Unicornio (Aguascalientes), núms. 214 a 217, dic. 87- ene. 88.
1985 “Los jesuitas y la Misión del Yaqui: usos y abusos”, Memoria del XI Simposio de Historia y Antropología Sonorense, Hermosillo.
1985 “Orígenes y desarrollo de la Compañía de Jesús”, Revista de Economía, UNISON, Hermosillo.
1980 “El proceso de producción del maíz por los tojolabales y su comercialización”, investigación pagada por CONACYT, presentada a la Comisión Nacional Bancaria; apareció en un documento de ésta, 23 cuartillas.

## Tesis dirigidas
2023 Martín Eduardo Macías Flores, Estudio sobre la idea de la muerte y el más allá en la Iglesia Católica europea en la villa de Santiago del Saltillo y el pueblo de San Esteban de la Nueva Tlaxcala durante los siglos XVII y XVIII, Licenciatura en Historia, UAdeC, Facultad de Ciencias Sociales.
2023 Anarika Freyssinier y Dávila, Expresiones del mestizaje y el intercambio cultural entre los grupos subalternos del sureste de la Nueva Vizcaya en el siglo XVIII, Licenciatura en Historia, UAdeC, Facultad de Ciencias Sociales.
2022 Alan Orlando Caballero Barrera, Brujería, hechicería y el proceso inquisitorial en su entorno social: interacción, relaciones sociales y figuras de poder en la villa de Santiago del Saltillo (1660-1670) y el Real de San Gregorio de Mazapil (1712-1715), Maestría en Historia del Noreste Mexicano y Texas, UAdeC, Facultad de Ciencias Sociales.
2022 Celso Carrillo Valdez, Capitanes protectores de indios en el noreste de la Nueva España (1591-1820), Maestría en Historia del Noreste Mexicano y Texas, UAdeC, Facultad de Ciencias Sociales.
2020 Dulce Araceli Niño García, “Aspectos microhistóricos de San Diego de Sardinas, una hacienda en el Noreste Novohispano durante los siglos XVIII y XIX”, Licenciatura en Historia, UAdeC, Escuela de Ciencias Sociales.
2018 Seidi Martínez Loera, “El Diablo en el imaginario religioso de la misión de Santa María de las Parras, Nueva Vizcaya, (1598-1641)”, Licenciatura en Historia, UAdeC, Escuela de Ciencias Sociales. 
2018 Ana Paola Chávez Dávila, “Entre dos naciones: la tribu kikapoo de Coahuila y las negociaciones para su traslado a reservaciones indias en Estados Unidos de América (1871-1875)”, Licenciatura en Historia, UAdeC, Escuela de Ciencias Sociales.
2018 Alan Orlando Caballero Barrera, “Las expresiones de la brujería en cuatro causas del Santo Oficio de la inquisición de la villa de Santiago del Saltillo (1665-1670)”, Licenciatura en Historia, UAdeC, Escuela de Ciencias Sociales. 
2016 Francisco Mendoza Pérez, “El mitote en el noreste mexicano entre el siglo XVI y el siglo XVIII”, Maestría en Historia y Estudios Contemporáneos del Noreste de México y Texas, El Colegio de Tamaulipas, Cd. Victoria.
2016 Gilberto Sebastián Sánchez Luna, “Implicaciones sociales, económicas y culturales de la epidemia de cólera de 1833, en Saltillo”, Licenciatura en Historia, UAdeC, Escuela de Ciencias Sociales. 
2015 Víctor Alfonso Hernández Alemán, “Estudio de algunas manifestaciones religiosas de los nómadas de Coahuila relacionadas con una probable deidad femenina y con la imagen de la Virgen María”, Licenciatura en Historia, UAdeC, Escuela de Ciencias Sociales. 
2010 Laura Verónica Medrano Castañeda, “Religión y religiosidad hoy en Saltillo: ¿Un estilo de vida o una institución social?” Licenciado en Psicología, UAdeC.
2009 Gabriela Hernández Bross y Sandra Osorio Hernández, “Una institución exitosa de recuperación de adictos en Saltillo: análisis de sus métodos y resultados” Licenciadas en Psicología, UAdeC.
2009 Iván V. Muñoz Cotera, “El Archivo Municipal de Saltillo, su percepción social y la difusión”, Maestría en Promoción y Desarrollo Cultural, UAdeC.
2007 Alma Alejandra Villarreal y Guadalupe Sánchez Bocanegra, “Los procesos de paz y reconciliación en comunidades tsotsiles de Chiapas. Documentación, observación de campo e historias de vida”. Licenciadas en Psicología. Premio Nacional de Tesis 2008.
2007 Ansú González González, “Vocabulario de la sexualidad y su conceptualización en culturas diferentes”. Licenciado en Psicología, UAdeC.
2007 Liliana Villarreal, “Víctor Frankl, su experiencia vital, sus influencias, sus escritos”, Licenciado en Psicología, UAdeC, mención honorífica.
2005 Gloria Isis Flores Adán, “El suicidio en Saltillo”, Escuela de Psicología, UAdeC.
2003 Ana Isabel González, “El uso de los conceptos de saber, poder y verdad en la obra de Michel Foucault”, Licenciatura en Filosofía, Universidad del Valle de Atemajac.
2002 Liliana Caro García, “Homicidio y valores de vida. Valores comunitarios, familiares y patrióticos de algunos homicidas”, Escuela de Psicología, UAdeC.
2001 Juan José Rodríguez Villarreal, “Los indios del noroeste de México en los escritos de los cronistas”, Maestría en Historia, Universidad Iberoamericana, Santa Fe.